# 尚順成
瑞慶覽翁主尚順成（1721年—1789年3月17日），是琉球國第二尚氏王朝尚敬王與王妃馬仁室的次女，童名思戶金，號順成，生於清康熙六十年，有一姊、二弟、一妹，封瑞慶覽翁主，為第十一任聞得大君，是伊江御殿七世向依仁（伊江王子朝倚）之妻。

## 婚姻與子女
雍正十三年二月二十四日（1735年3月18日），向依仁之父向良顯（伊江按司朝良）向尚敬王奏請於該年十一月為兒子舉行婚禮迎娶瑞慶覽翁主，九月十日（10月25日）行納賀禮（俗稱弥玻奇御酒），二十二日行納幣禮（俗稱中人御籠飯），十月二日（11月15日）行合巹禮（俗稱大御籠飯），同月十一日（11月24日）行請期禮（俗稱嘉多禮御籠飯）。十一月二日（12月15日），尚敬王賜米五斛賀婚，同月十八日（12月31日），向依仁親迎翁主並正式行婚禮（俗稱禰引），翌日翁主行婦見舅姑及拜祠之禮，到二十日則行全慶禮（俗稱三日御祝儀）。二十一日，翁主與新婚丈夫向依仁被召至大美御殿，獲賜盛宴，翁主獲賜赤苧布及綸子各一端。尚敬王與國母毛坤宏、王妃馬仁室於十二月二日（1736年1月14日）親臨向良顯之宅第賀向依仁與翁主之婚事，並分別賜向良顯夫婦、向依仁夫婦御花各一籠、御玉貫各一雙。兩天後，瑞慶覽翁主和向依仁又被召至聞得大君御殿，夫婦獲賜盛宴，翁主獲賜室島紬一端。
瑞慶覽翁主和儀賓向依仁育有二男三女。瑞慶覽翁主於乾隆三年八月六日（1738年9月19日）生長女向妙馨（童名思龜樽），向妙馨嫁濱川里之子蔡氏得謨，乾隆五年五月二十五日（1740年6月18日），翁主生長子向執中（伊江按司朝藩，童名思加那金），為伊江家八世。次子向執和（朝征，童名真蒲戶）則於乾隆九年十二月二十三日（1745年1月25日）出生，卻於乾隆十四年八月十日1（749年9月21日）夭亡，年僅六歲。到乾隆十五年六月四日（1750年7月7日），翁主生次女向順德（童名真鶴金），向順德後為司雲上按司，嫁向誠範。乾隆十七年七月十日（1752年8月18日），翁主再生三女向妙圓（童名真牛金），向妙圓嫁向天保為妻。

## 成為聞得大君
乾隆四十九年四月二十九日（1784年6月16日），尚順成接替亡姊津嘉山翁主尚寬室，繼任為第十一任聞得大君。其夫向依仁獲賜知念間切總地頭一職、知行高二百斛，附賜紫冠大親一員、座敷大親三員、脇附一員、大親筆者一員、庫理役二員、士奉公九員、儀者黃冠二名、筑登之二名、赤頭奉公八名、忰者奉公十名，並奉命可穿著緞衣服、用御紋器。
尚順成的聞得大君即位式於乾隆五十二年八月二十二日（1787年10月3日）舉行，五天後（二十七日，10月8日），尚順成之兄尚穆王及王世子尚哲駕臨聞得大君宮親賀尚順成，其夫向依仁獲賜御花一飾、御玉貫各一双，向依仁獻御宴接待。此事被伊江家向氏視為「千載之奇遇，家門之榮光」。

## 其他
乾隆三十七年（1772年）正月，是尚順成之姪子、王世子尚哲移徙東宮後的第一個新年，他駕臨向氏宅第，在姑丈向依仁的靈前親祭，身為遺孀的姑母尚順成便親自奉獻霞觴給尚哲，於是尚順成和向執中母子就獲賜御花各一飾御玉貫各一双作賀年之禮；他們亦向尚哲奉獻御料理。從此，尚哲每年正月和七月都依照慣例駕臨向氏宅第親祭向依仁，此事也被向家視為千載榮光。

## 逝世
尚順成於乾隆五十四年二月二十一日（1789年3月17日）逝世，葬禮的費用由公府所出，葬禮官則有御物奉行、泊地頭、双紙庫理、吟味役等。二十三日（3月19日）送葬之時，她得到尚穆王致祭並賜御祭文一本。尚穆王又派遣御書院奉行祭賜御香五本、御花一飾、御玉貫一双；又遣使祭賜毎七日御香五本，以及每三十五日、四十九日、一百日均遣使者以御香五本致祭，每年正月及七月亦照例如前面所述那樣祭祀她
。聞得大君之位由尚文龍之女、世子尚哲之妃向德澤繼任。  